# Шека, Иван Арсентьевич
Иван Арсентьевич Шека (16 октября 1907, Гайчул, Екатеринославская губерния — 13 ноября 1999) — советский и украинский учёный-химик. Член-корреспондент АН УССР (1967).

## Биография
Родился в селе Гайчул (сейчас Запорожская область, Бильмацкий район).
В 1929 году окончил Николаевский институт народного образования. С 1933 года работал в Институте химии АН УССР. В 1954—1987 годах заведовал отделом института. В 1967 году избран членом-корреспондентом АН УССР. С 1987 года — советник при дирекции института.
В 1954—1956 годах по совместительству заведовал кафедрой общей и неорганической химии Киевского химико-технологического института пищевой промышленности
Был участником Великой Отечественной войны 1941—1945 годов. В 1940—1991 годах был членом КПСС.

## Научная деятельность
Труды касаются физической химии неводных растворов, химии простых и комплексных соединений, разработки технологий очистки редких элементов. Принимал участие в разработке процессов получения индия и металлических порошков циркония и ниобия. Приложился к улучшению производства оксида циркония и чистых соединений гафния.

## Награды
- Государственная премия УССР в области науки и техники (1986) — за работу «Физико-химические основы, технология и промышленное освоение производства сверхчистых металлов (ртуть, кадмий, цинк, свинец, висмут, галлий, индий, таллий, теллур)»;
- Орден Отечественной войны 2-й степени;
- Дважды орден Трудового Красного Знамени;
- Другие ордена и медали.